# Gastroserica viridis
Gastroserica viridis är en skalbaggsart som beskrevs av Ahrens 2000. Gastroserica viridis ingår i släktet Gastroserica och familjen Melolonthidae. Inga underarter finns listade i Catalogue of Life.